# Сараван (місто)
Сараван — місто і район (лаос. ເມືອງ муанг) провінції Сараван, Лаос.

## Географія
Лежить на плато Боловен у південній частині країни.

### Клімат
Місто знаходиться у зоні, котра характеризується мусонним кліматом. Найтепліший місяць — травень із середньою температурою 27.9 °C (82.2 °F). Найхолодніший місяць — січень, із середньою температурою 21.4 °С (70.5 °F).
| Клімат Саравана         | Клімат Саравана | Клімат Саравана | Клімат Саравана | Клімат Саравана | Клімат Саравана | Клімат Саравана | Клімат Саравана | Клімат Саравана | Клімат Саравана | Клімат Саравана | Клімат Саравана | Клімат Саравана | Клімат Саравана |
| Показник                | Січ.            | Лют.            | Бер.            | Квіт.           | Трав.           | Черв.           | Лип.            | Серп.           | Вер.            | Жовт.           | Лист.           | Груд.           | Рік             |
| Середня температура, °C | 21,4            | 23,7            | 26              | 27,6            | 27,9            | 27,5            | 27,4            | 27,2            | 26,4            | 25,4            | 24,2            | 22,3            | 25,6            |
| Норма опадів, мм        | 62.6            | 26.5            | 38.4            | 70.2            | 164.9           | 276.7           | 258.1           | 341.3           | 325.9           | 287.1           | 219.7           | 115.3           | 2186.7          |
| Днів з опадами          | 3               | 3,3             | 4,4             | 8,6             | 16,5            | 23              | 22,6            | 26,5            | 18,6            | 13,7            | 4,3             | 3,1             | 147,6           |
| Вологість повітря, %    | 71.2            | 69.7            | 68.5            | 69.6            | 73.2            | 75.3            | 75              | 76.2            | 80.3            | 79.8            | 76.5            | 74.4            | 74.1            |
| ----------------------- | --------------- | --------------- | --------------- | --------------- | --------------- | --------------- | --------------- | --------------- | --------------- | --------------- | --------------- | --------------- | --------------- |
| Джерело: Weatherbase    |                 |                 |                 |                 |                 |                 |                 |                 |                 |                 |                 |                 |                 |